# Dylan Vente
Dylan Vente (Róterdam, 9 de mayo de 1999) es un futbolista neerlandés que juega en la demarcación de delantero para el S. C. Heerenveen de la Eredivisie.

## Biografía
Tras empezar a formarse como futbolista en el VV Smitshoek, y finalmente en 2008 marcharse a la disciplina del Feyenoord, siguió con su formación con las filas inferiores. Finalmente en 2017 ascendió al primer equipo, haciendo su debut el 13 de septiembre de 2017 en la Liga de Campeones contra el Manchester City FC sustituyendo a Michiel Kramer en el minuto 71. Su debut en la Eredivisie se produjo un cuatro días después, el 17 de septiembre, contra el PSV Eindhoven. Tres meses después, el 17 de diciembre de 2017, anotó su primer gol con el club, de nuevo en liga y contra el Sparta de Róterdam, donde además dio dos asistencias.
El 23 de agosto de 2019 el RKC Waalwijk logró su cesión hasta final de temporada. Regresó al Feyenoord al término de la misma y en enero de 2021 volvió a ser prestado, marchándose en esta ocasión al Roda JC Kerkrade. Acabó regresando en agosto, en esta ocasión ya desvinculado del equipo de Róterdam.
El 31 de julio de 2023 fue traspasado al Hibernian F. C. escocés con el que firmó por tres años. Marcó once goles en 43 partidos, entre el primero y el inicio del segundo, antes de ser cedido al PEC Zwolle en agosto de 2024. Tras la cesión dejó definitivamente el club al ser transferido al S. C. Heerenveen.

## Clubes
| Club                  | País         | Año       | Partidos | Goles |
| --------------------- | ------------ | --------- | -------- | ----- |
| Feyenoord             | Países Bajos | 2017-2019 | 32       | 7     |
| RKC Waalwijk (cedido) | Países Bajos | 2019-2020 | 18       | 0     |
| Feyenoord             | Países Bajos | 2020-2021 | 1        | 0     |
| Roda JC Kerkrade      | Países Bajos | 2021-2023 | 98       | 51    |
| Hibernian F. C.       | Escocia      | 2023-2024 | 43       | 11    |
| PEC Zwolle (cedido)   | Países Bajos | 2024-2025 | 31       | 14    |
| S. C. Heerenveen      | Países Bajos | 2025-     |          |       |

## Palmarés

### Campeonatos nacionales
| Título                        | Club      | País         | Año  |
| ----------------------------- | --------- | ------------ | ---- |
| Supercopa de los Países Bajos | Feyenoord | Países Bajos | 2017 |
| Copa de los Países Bajos      | Feyenoord | Países Bajos | 2018 |
| Supercopa de los Países Bajos | Feyenoord | Países Bajos | 2018 |